# Qilijiedao (ort i Kina, Sichuan Sheng, lat 31,54, long 106,01)
Qilijiedao (kinesiska: 七里街道) är en ort i Kina. Den ligger i provinsen Sichuan, i den sydvästra delen av landet, omkring 210 kilometer nordost om provinshuvudstaden Chengdu. Antalet invånare är 28 237. Befolkningen består av 14 458 kvinnor och 13 779 män. Barn under 15 år utgör 13,0 %, vuxna 15-64 år 77 %, och äldre över 65 år 9,0 %.
Runt Qilijiedao är det tätbefolkat, med 476 invånare per kvadratkilometer. Närmaste större samhälle är Langzhong, 2,0 km nordväst om Qilijiedao. Trakten runt Qilijiedao består till största delen av jordbruksmark.
Genomsnittlig årsnederbörd är 1 418 millimeter. Den regnigaste månaden är juli, med i genomsnitt 272 mm nederbörd, och den torraste är december, med 6 mm nederbörd.